# یانگ جیانگ
یانگ جیانگ (انگلیسی: Yang Jiang؛ ۱۷ ژوئیهٔ ۱۹۱۱ – ۲۵ مهٔ ۲۰۱۶) یک نویسنده، مترجم و نمایشنامه‌نویس اهل جمهوری خلق چین بود. او اولین کسی بود که رمان دن‌کیشوت اثر سروانتس را به‌طور کامل به چینی برگرداند.